# Standing Sex
"Standing Sex" é o sétimo single do grupo musical japonês X Japan, lançado em 25 de outubro de 1991. É o único single da banda, além de The Last Song, que não aparece em nenhum álbum de estúdio da banda.
Como lado-b, o single traz uma versão alternativa da canção "Joker", originalmente lançada no álbum Jealousy.

## Recepção
O single alcançou a quarta posição na Oricon, ficando na parada por dezesseis semanas. Em novembro de 1991, foi certificado disco de ouro pela RIAJ por vender mais de 100 mil cópias.

## Faixas
| N.º | Título         | Letras           | Música  | Duração |  |
| 1.  | "Standing Sex" | Hitomi Shiratori | Yoshiki | 4:23    |  |
| 2.  | "Joker"        | hide             | hide    | 4:56    |  |